# Кобург (Орегон)
Кобург (англ. Coburg) — місто (англ. city) в США, в окрузі Лейн штату Орегон. Населення — 1306 осіб (2020).

## Географія
Кобург розташований за координатами 44°8′18″ пн. ш. 123°3′32″ зх. д. / 44.13833° пн. ш. 123.05889° зх. д. (44.138196, -123.058859).  За даними Бюро перепису населення США в 2010 році місто мало площу 2,47 км², уся площа — суходіл. В 2017 році площа становила 2,67 км², уся площа — суходіл.

## Демографія
Згідно з переписом 2010 року, у місті мешкало 1035 осіб у 398 домогосподарствах у складі 283 родин. Густота населення становила 420 осіб/км².  Було 415 помешкань (168/км²).
Расовий склад населення:
| - 90,4 % — білих - 1,4 % — азіатів - 0,8 % — корінних американців - 0,6 % — вихідців з тихоокеанських островів - 0,4 % — чорних або афроамериканців - 2,7 % — осіб інших рас |

До двох чи більше рас належало 3,7 %. Частка іспаномовних становила 7,4 % від усіх жителів.
За віковим діапазоном населення розподілялося таким чином: 23,1 % — особи молодші 18 років, 66,9 % — особи у віці 18—64 років, 10,0 % — особи у віці 65 років та старші. Медіана віку мешканця становила 41,6 року. На 100 осіб жіночої статі у місті припадало 97,1 чоловіків;  на 100 жінок у віці від 18 років та старших — 104,1 чоловіків також старших 18 років.
Середній дохід на одне домашнє господарство  становив 65 283 долари США (медіана — 52 679), а середній дохід на одну сім'ю — 76 033 долари (медіана — 59 750). За межею бідності перебувало 13,0 % осіб, у тому числі 20,8 % дітей у віці до 18 років та 5,3 % осіб у віці 65 років та старших.
Цивільне працевлаштоване населення становило 588 осіб. Основні галузі зайнятості: освіта, охорона здоров'я та соціальна допомога — 30,1 %, роздрібна торгівля — 11,6 %, виробництво — 9,5 %, мистецтво, розваги та відпочинок — 8,8 %.